# Hrvatska enciklopedija
Hrvatska enciklopedija – chorwacka encyklopedia powszechna, poruszająca tematy z różnych dziedzin wiedzy. Jej wydawcą jest Instytut Leksykografii im. Miroslava Krležy.
Encyklopedia „Hrvatska enciklopedija” jest dostępna w wersji papierowej oraz w wydaniu internetowym (enciklopedija.hr).
Wydanie książkowe encyklopedii zostało ogłoszone w 11 tomach w latach 1999–2009. Redaktorami naczelnymi byli: w latach 1999-2002 - Dalibor Brozović, w okresie 2003-2005 - August Kovačec, zaś w latach 2006-2009 Slaven Ravlić.